# Supercopa de Europa 1973
La Supercopa de Europa 1973 fue la 1.ª edición de la competición. La disputaron el Ajax (vencedor de la Copa de Europa 1972-73) y el Milan (vencedor de la Recopa de Europa 1972-73) a doble partido los días 9 y 16 de enero de 1974. El primer partido, jugado en Milán, queda 1 a 0 para el equipo italiano. El segundo partido, jugado en Ámsterdam, el equipo neerlandés golea por 6 a 0 y se lleva la primera Supercopa de Europa “oficial” de la competición, con un bagaje total de 6 a 1 entre ambos encuentros disputados.
| Bandera de Italia | 1 - 6 | Bandera de los Países Bajos |
| A. C. Milan 1 0   | 1 - 6 | A. F. C. Ajax 0 6           |
| ----------------- | ----- | --------------------------- |

## Equipos participantes
| A. F. C. Ajax |  | Países Bajos |  | Campeón de la Copa de Europa (1972-73)   |
| A. C. Milan   |  | Italia       |  | Campeón de la Recopa de Europa (1972-73) |

## Detalles de los encuentros

### Partido de ida
| 1          | POR        | Villiam Vecchi          |     |
| 2          | DEF        | Angelo Anquilletti      |     |
| 3          | DEF        | Giuseppe Sabadini       |     |
| 4          | DEF        | Maurizio Turone         |     |
| 5          | DEF        | Karl-Heinz Schnellinger |     |
| 6          | DEF        | Aldo Maldera            |     |
| 7          | MED        | Alessandro Turini       | 46' |
| 8          | MED        | Romeo Benetti           |     |
| 9          | MED        | Gianni Rivera           |     |
| 10         | MED        | Giorgio Biasiolo        |     |
| 11         | DEL        | Luciano Chiarugi        |     |
| Entrenador | Entrenador | Cesare Maldini          |     |

| 1          | POR        | Heinz Stuy        |  |
| 2          | DEF        | Wim Suurbier      |  |
| 3          | DEF        | Barry Hulshoff    |  |
| 4          | DEF        | Horst Blankenburg |  |
| 5          | DEF        | Ruud Krol         |  |
| 6          | MED        | Arie Haan         |  |
| 7          | MED        | Johan Neeskens    |  |
| 10         | MED        | Gerrie Mühren     |  |
| 8          | DEL        | Jan Mulder        |  |
| 9          | DEL        | Johnny Rep        |  |
| 11         | DEL        | Piet Keizer       |  |
| Entrenador | Entrenador | George Knobel     |  |

| 12 | MED | Franco Bergamaschi | 46' |

| Anotado | 77' | Luciano Chiarugi | 1-0 |

| Árbitro | Rudolf Scheurer |

| 1          | POR        | Villiam Vecchi          |     |
| 2          | DEF        | Angelo Anquilletti      |     |
| 3          | DEF        | Giuseppe Sabadini       |     |
| 4          | DEF        | Maurizio Turone         |     |
| 5          | DEF        | Karl-Heinz Schnellinger |     |
| 6          | DEF        | Aldo Maldera            |     |
| 7          | MED        | Alessandro Turini       | 46' |
| 8          | MED        | Romeo Benetti           |     |
| 9          | MED        | Gianni Rivera           |     |
| 10         | MED        | Giorgio Biasiolo        |     |
| 11         | DEL        | Luciano Chiarugi        |     |
| Entrenador | Entrenador | Cesare Maldini          |     |

| 1          | POR        | Heinz Stuy        |  |
| 2          | DEF        | Wim Suurbier      |  |
| 3          | DEF        | Barry Hulshoff    |  |
| 4          | DEF        | Horst Blankenburg |  |
| 5          | DEF        | Ruud Krol         |  |
| 6          | MED        | Arie Haan         |  |
| 7          | MED        | Johan Neeskens    |  |
| 10         | MED        | Gerrie Mühren     |  |
| 8          | DEL        | Jan Mulder        |  |
| 9          | DEL        | Johnny Rep        |  |
| 11         | DEL        | Piet Keizer       |  |
| Entrenador | Entrenador | George Knobel     |  |

| 12 | MED | Franco Bergamaschi | 46' |

| Anotado | 77' | Luciano Chiarugi | 1-0 |

| Árbitro | Rudolf Scheurer |

### Partido de vuelta
| 1          | POR        | Heinz Stuy        |  |
| 2          | DEF        | Wim Suurbier      |  |
| 3          | DEF        | Barry Hulshoff    |  |
| 4          | DEF        | Horst Blankenburg |  |
| 5          | DEF        | Ruud Krol         |  |
| 6          | MED        | Arie Haan         |  |
| 7          | MED        | Johan Neeskens    |  |
| 10         | MED        | Gerrie Mühren     |  |
| 8          | DEL        | Jan Mulder        |  |
| 9          | DEL        | Johnny Rep        |  |
| 11         | DEL        | Piet Keizer       |  |
| Entrenador | Entrenador | George Knobel     |  |

| 1          | POR        | Villiam Vecchi          |     |
| 2          | DEF        | Angelo Anquilletti      |     |
| 3          | DEF        | Dario Dolci             |     |
| 4          | DEF        | Maurizio Turone         |     |
| 5          | DEF        | Karl-Heinz Schnellinger |     |
| 6          | DEF        | Aldo Maldera            |     |
| 7          | MED        | Giuseppe Sabadini       |     |
| 8          | MED        | Romeo Benetti           |     |
| 9          | MED        | Gianni Rivera           |     |
| 10         | MED        | Giorgio Biasiolo        | 71' |
| 11         | DEL        | Luciano Chiarugi        |     |
| Entrenador | Entrenador | Cesare Maldini          |     |

| 16 | DEL | Carlo Tresoldi | 71' |

| Anotado         | 26' | Jan Mulder     | 1-0 |
| Anotado         | 35' | Piet Keizer    | 2-0 |
| Anotado         | 71' | Johan Neeskens | 3-0 |
| Anotado         | 81' | Johnny Rep     | 4-0 |
| Anotado · Penal | 84' | Gerrie Mühren  | 5-0 |
| Anotado         | 87' | Arie Haan      | 6-0 |

| Árbitro | Rudolf Glöckner |

| 1          | POR        | Heinz Stuy        |  |
| 2          | DEF        | Wim Suurbier      |  |
| 3          | DEF        | Barry Hulshoff    |  |
| 4          | DEF        | Horst Blankenburg |  |
| 5          | DEF        | Ruud Krol         |  |
| 6          | MED        | Arie Haan         |  |
| 7          | MED        | Johan Neeskens    |  |
| 10         | MED        | Gerrie Mühren     |  |
| 8          | DEL        | Jan Mulder        |  |
| 9          | DEL        | Johnny Rep        |  |
| 11         | DEL        | Piet Keizer       |  |
| Entrenador | Entrenador | George Knobel     |  |

| 1          | POR        | Villiam Vecchi          |     |
| 2          | DEF        | Angelo Anquilletti      |     |
| 3          | DEF        | Dario Dolci             |     |
| 4          | DEF        | Maurizio Turone         |     |
| 5          | DEF        | Karl-Heinz Schnellinger |     |
| 6          | DEF        | Aldo Maldera            |     |
| 7          | MED        | Giuseppe Sabadini       |     |
| 8          | MED        | Romeo Benetti           |     |
| 9          | MED        | Gianni Rivera           |     |
| 10         | MED        | Giorgio Biasiolo        | 71' |
| 11         | DEL        | Luciano Chiarugi        |     |
| Entrenador | Entrenador | Cesare Maldini          |     |

| 16 | DEL | Carlo Tresoldi | 71' |

| Anotado         | 26' | Jan Mulder     | 1-0 |
| Anotado         | 35' | Piet Keizer    | 2-0 |
| Anotado         | 71' | Johan Neeskens | 3-0 |
| Anotado         | 81' | Johnny Rep     | 4-0 |
| Anotado · Penal | 84' | Gerrie Mühren  | 5-0 |
| Anotado         | 87' | Arie Haan      | 6-0 |

| Árbitro | Rudolf Glöckner |

|                             |
| Bandera de los Países Bajos |
| Campeón A. F. C. Ajax       |
| 1.er Título                 |